# Kaparī
Kaparī (persiska: کپری) är ett samhälle i Iran.   Det ligger i provinsen Kerman, i den sydöstra delen av landet, 1 100 km sydost om huvudstaden Teheran. Kaparī ligger 394 meter över havet och antalet invånare är 615.
Terrängen runt Kaparī är platt, och sluttar söderut. Runt Kaparī är det glesbefolkat, med 8 invånare per kvadratkilometer. Närmaste större samhälle är Chahār Chāhī, 3,8 km söder om Kaparī. Trakten runt Kaparī är ofruktbar med lite eller ingen växtlighet.